# Pebertræ
|  | Navnet Pebertræ bruges også for planten Peberbusk (Daphne mezereum) |
Pebertræ (Schinus) er en slægt med under 10 arter, som er udbredt i Mellem- og Sydamerika. Det er små træer eller buske med spredt stillede, uligefinnede blade. Blomsterne er samlet i løse, endestillede toppe. De enkelte blomster er 5-tallige og regelmæssige, men små. Kronbladene er hvide. Frugterne er stenfrugter.
| Beskrevne arter |

- Peruansk pebertræ (Schinus molle)
- Rosapeber (Schinus terebinthifolius)

| Andre arter |

- Schinus latifolia
- Schinus lentiscifolia
- Schinus polygama
- Schinus weinmanniifolia